# المان نماینده حجم

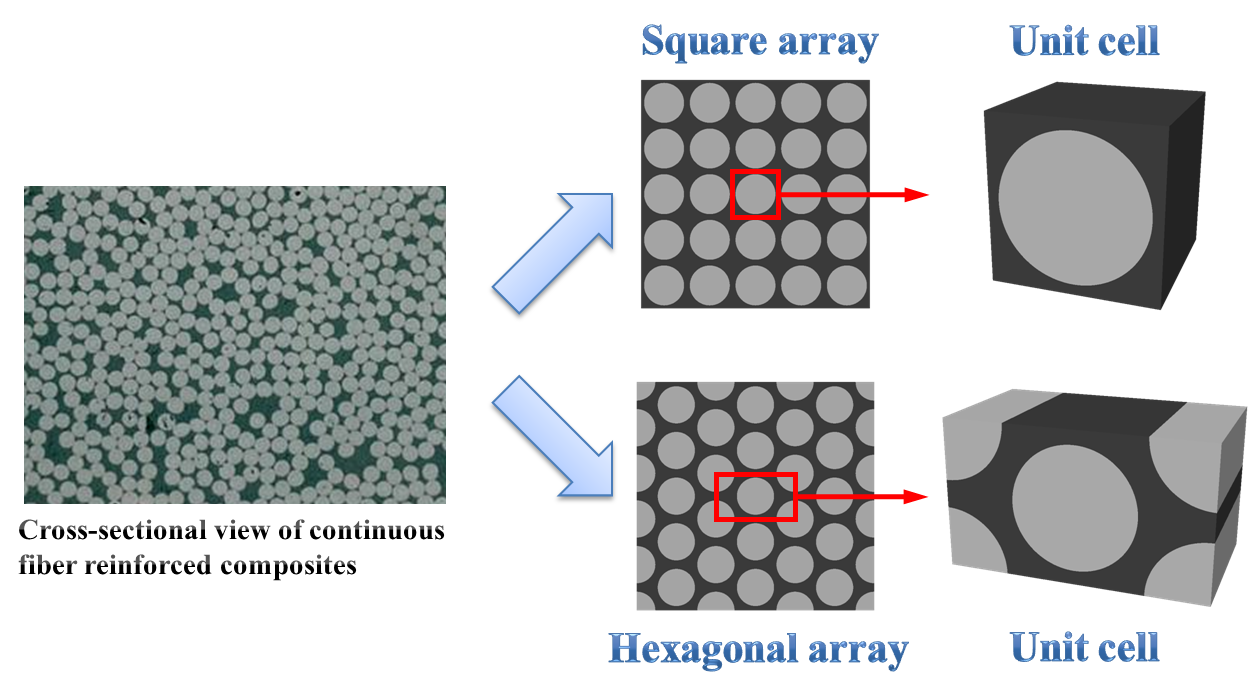
تصویر شماتیک از آرایه‌های ایده آل الیاف و سلول‌های واحد مربوطه آنها.

در تئوری مواد کامپوزیتی ، نماینده حجم ابتدایی (REV) (که المان نماینده حجم (به انگلیسی: representative volume element) (RVE) یا سلول واحد نیز نامیده می‌شود) کوچک‌ترین حجمی است که محاسبات و اندازه‌گیری انجام شده روی آن نماینده مقادیر حجم کل است.  المان نماینده حجم مدلی از ماده است که برای تعیین خواص موثر ماده همگن ماکروسکوپی باید به قدر کافی بزرگ باشد که شامل اطلاعات کافی در رابطه با ریزساختار ماده باشد. در مورد مواد تناوبی، به سادگی می‌توان یک سلول واحد تناوبی تکرار شونده را انتخاب کرد (که ممکن است منحصر به فرد نباشد)، اما در محیط‌های تصادفی، وضعیت بسیار پیچیده‌تر است. برای حجم‌های کوچک‌تر از RVE، یک خاصیت به عنوان نماینده قابل تعریف نیست و توصیف پیوسته مواد شامل المان آماری حجم (SVE) و میدان تصادفی است . خاصیت مورد نظر می‌تواند یکی از خواص مکانیکی مانند مدول یانگ ، خواص هیدروژئولوژیکی ، خواص الکترومغناطیسی ، خواص حرارتی و سایر مقادیری باشد که برای توصیف سیستم‌های فیزیکی استفاده می‌شود.

## تعریف
رادنی هیل المان نمابنده حجم را به عنوان نمونه ای از یک ماده ناهمگن تعریف کرد که: 
1. "به صورت میانگین برای کل مخلوط یکسان است" و
2. "حاوی تعداد کافی از اجزاء برای مستقل بودن خواص ظاهری از مقادیر سطحی کشش و جابجایی باشد، تا زمانی که این مقادیر از نظر ماکروسکوپی یکنواخت باشند."

در واقع، عبارت (1) در مورد جامعه آماری مواد است (یعنی از نظر مکانی همگن و ارگادیک )، در حالی که عبارت (2) در مورد استقلال پاسخ مؤثر با توجه به شرایط مرزی اعمال شده به ماده است.
المان نماینده حجم ابتدا باید از نظر مقیاسی تعریف شود. هر دوی این تعاریفی که گفته شد از مقیاس میانی (L) از حوزه ریزساختارهای تصادفی هستند که در آن همگن سازی نسبت به مقیاس میکرو (d) انجام می‌شود.   باید L به اندازه کافی نسبت به مقیاس d بزرگ باشد تا شرایط مرزی مستقل باشند. زمانی که L/d به بی نهایت می‌رود، RVE به دست می‌آید، در حالی که هر مزو مقیاس محدودی شامل پراکندگی آماری است و در نتیجه، یک SVE را توصیف می‌کند. با در نظر گرفتن این موارد، می‌توان محدوده ای برای پاسخ مؤثر (ماکروسکوپی) ریزساختارهای تصادفی الاستیک (غیرخطی) و غیرکشسان به دست آورد.  به طور کلی، هر چه عدم تطابق در خواص مواد بیش‌تر باشد، یا هر چه انحراف از رفتار الاستیک بزرگ‌تر باشد، RVE بزرگ‌‌تر است.  با در نظر گرفتن اینکه SVE ممکن است در هر جایی در حوزه مواد قرار گیرد، به تکنیکی برای توصیف میدان‌های تصادفی پیوسته می‌رسیم. 
در ادامه SVE یا المان آماری حجم نیز توضیح داده شده است.
تعریف دیگری از المان نماینده حجم توسط داروگان و ویلیس ارائه شده است:
- "کوچکترین المان حجم ماده کامپوزیت است که نمایش ماکروسکوپی و از نظر مکانی ثابت آن برای نشان دادن پاسخ سازنده متوسط یک مدل به اندازه کافی دقیق  است." [۹] [۱۰] [۱۱]

تعریف اندازه المان نماینده حجم (RVE) برای مکانیک و فیزیک مواد ناهمگن بسیار مهم است زیرا باید از نظر آماری ساختار ریز مواد را نشان دهد. انتخاب RVE می‌تواند یک فرآیند کاملاً پیچیده باشد. با وجود RVE  می‌توان فرض کرد که می‌توانیم یک ماده ناهمگن را با یک ماده همگن معادل جایگزین کنیم. این فرض حاکی از آن است که حجم باید به اندازه کافی بزرگ باشد تا ریزساختار را بدون معرفی خواص ماکروسکوپی موجود (مانند ناهمسان‌گردی در یک ماده همسان‌گرد ماکروسکوپی) نشان دهد. از طرف دیگر، نمونه باید به اندازه کافی کوچک باشد که بتوان آن را به صورت تحلیلی یا عددی تجزیه و تحلیل کرد.

## مثال‌ها

### RVEها برای خواص مکانیکی
در مکانیک محیط‌های پیوسته به طور کلی برای یک ماده ناهمگن، RVE را می‌توان به عنوان یک حجم در نظر گرفت که از نظر آماری یک کامپوزیت را نشان می‌دهد، به عبارت دیگر، حجمی که به طور موثر شامل نمونه ای از همه ناهمگنی‌های ریزساختاری (دانه ها، آخال ها، حفره ها، الیاف و غیره) است که در آن کامپوزیت وجود دارد. در عین حال باید به اندازه کافی کوچک باشد تا به عنوان یک المان حجمی از مکانیک محیط پیوسته در نظر گرفته شود. در این حالت چندین نوع شرایط مرزی را می‌توان روی حجم مورد نظر برای اعمال یک کرنش یا تنش مشخص به المان ماده ارائه کرد.  یکی از ابزارهای موجود برای محاسبه خواص کشسانی RVE استفاده از ابزار متن‌باز EasyPBC ABAQUS است. EasyPBC یک افزونه رابط ABAQUS CAE است که در پایتون کدنویسی شده است تا خواص الاستیک موثر المان نماینده حجم پریودیک را تخمین بزند.
تجزیه و تحلیل میکرومکانیکی عددی یا تحلیلی کامپوزیت‌های تقویت شده با الیاف شامل مطالعات المان نماینده حجم (RVE) است. اگرچه الیاف به صورت تصادفی در کامپوزیت‌های واقعی توزیع می‌شوند، بسیاری از مدل‌های میکرومکانیکی آرایش پریودیک الیاف را در نظر می‌گیرند که بتوان RVE را ساده‌‌تر به دست آورد. کسر حجمی و ثابت‌های الاستیک RVE همان مقادیر مربوط به کامپوزیت است. 

### RVE برای محیط‌های متخلخل
در میکرومکانیک، محیط متخلخل ماکروسکوپی از چندین نقطه متوالی تشکیل شده است و فضای مزوسکوپی مرتبط با چندین نقطه متوالی در مقیاس ماکرو المان نماینده حجم (RVE) نامیده می‌شود.
برای تعیین خواص یک محیط متخلخل، باید نمونه هایی از محیط متخلخل را اندازه‌گیری کنیم. اگر نمونه خیلی کوچک باشد، قرائت‌ها تمایل به نوسان دارند و همگرا نمی شوند. با افزایش حجم نمونه، نوسانات شروع به کاهش می‌کنند. در نهایت حجم نمونه باید به اندازه کافی بزرگ شود تا شروع به خواندن مقادیر مشخصی کنیم. این حجم نمونه به عنوان حجم ابتدایی نماینده نامیده می‌شود. اگر به افزایش حجم نمونه خود ادامه دهیم، اندازه‌گیری تا زمانی ثابت می‌ماند که اندازه نمونه به اندازه‌ای بزرگ شود که دیگر لایه‌های هیدرواستراتیوگرافیک را وارد کنیم. این المان به عنوان حداکثر حجم اولیه (MEV) نامیده می‌شود. 

### RVE برای مواد الکترومغناطیسی
المان نماینده حجم برای بررسی خواص الکترومغناطیس مواد نیز بسیار مورد استفاده است. در حالی که RVE‌ها برای مواد الکترومغناطیسی‌ می توانند مشابه با مواد الاستیک یا متخلخل باشند، این موضوع که استحکام مکانیکی و پایداری آن در نظر گرفته نمی‌شود، امکان انتخاب طیف گسترده ای از المان‌های حجمی را فراهم می‌کند. در شکل مجاور، RVE از یک حلقه تشدید کننده شکاف دار و مواد احاطه کننده آن تشکیل شده است.

## جایگزین‌های RVE
از آنجا که یک سایز مشخص برای المان نماینده حجم وجود ندارد بسته به خواص مکانیکی مورد مطالعه، اندازه المان‌های مختلف می‌تواند به طور قابل توجهی متفاوت باشند. مفهوم المان آماری حجم (SVE) و عنصر حجمی نامرتبط (UVE) به عنوان جایگزین برای RVE معرفی شده است.

### المان آماری حجم (SVE)
المان آماری حجم (SVE)، که در تحلیل اجزای محدود به عنوان المان حجمی تصادفی نیز شناخته می‌شود، تغییرپذیری در ریزساختار را در نظر می‌گیرد. بر خلاف RVE که در آن مقدار متوسط برای همه مشاهدات در نظر گرفته می‌شود، SVE می‌تواند مقدار متفاوتی از یک نمونه به دیگری داشته باشد. مدل‌های SVE برای مطالعه ریزساختارهای پلی کریستالی توسعه یافته اند. ویژگی‌های دانه، از جمله جهت گیری، اختلاف جهت، اندازه دانه، شکل دانه، نسبت ابعاد دانه در مدل SVE در نظر گرفته شده است. مدل SVE در توصیف مواد و پیش‌بینی آسیب در مقیاس میکرو استفاده شده است. در مقایسه با SVE ،RVE می‌تواند یک نمایش جامع از ریزساختار مواد ارائه دهد.  

### المان حجمی ناهمبسته (UVE)
المان حجمی ناهمبسته (UVE) گسترشی از SVE است که همچنین کوواریانس ریزساختار مجاور را برای ارائه مقیاس طولی دقیق برای مدل‌سازی تصادفی در نظر می‌گیرد. 

## مراجع
- Hill, R. (1963), "Elastic properties of reinforced solids: some theoretical principles." (PDF), Journal of the Mechanics and Physics of Solids, 11 (5): 357–372, Bibcode:1963JMPSo..11..357H, doi:10.1016/0022-5096(63)90036-x[پیوند مرده]
- Huet, C. (1990), "Application of variational concepts to size effects in elastic heterogeneous bodies", Journal of the Mechanics and Physics of Solids, 38 (6): 813–841, Bibcode:1990JMPSo..38..813H, doi:10.1016/0022-5096(90)90041-2
- Sab, K. (1992), "On the homogenization and the simulation of random materials", European Journal of Mechanics A, 11, c: 585–607
- Omairey, Sadik; Dunning, P.; Sriramula, S. (2018), "Development of an ABAQUS plugin tool for periodic RVE homogenisation", Engineering with Computers, 35 (2): 567–577, doi:10.1007/s00366-018-0616-4
- Ranganathan, S. J.; Ostoja-Starzewski, M. (2008), "Scaling function, anisotropy and the size of RVE in elastic random polycrystals" (PDF), Journal of the Mechanics and Physics of Solids, 56 (9): 2773–2791, Bibcode:2008JMPSo..56.2773R, doi:10.1016/j.jmps.2008.05.001, archived from the original (PDF) on 2014-02-03
- Sena, M. P.; Ostoja-Starzewski, M.; Ostoja-Starzewski, M. (2013), "Stiffness tensor random fields through upscaling of planar random materials" (PDF), Probabilistic Eng. Mech., 34: 131–156, doi:10.1016/j.probengmech.2013.08.008, archived from the original (PDF) on 2014-02-03
- Drugan, W. J.; Willis, J. R. (1996), "A micromechanics-based nonlocal constitutive equation and estimates of representative volume element size for elastic composites", Journal of the Mechanics and Physics of Solids, 44 (4): 497–524, Bibcode:1996JMPSo..44..497D, doi:10.1016/0022-5096(96)00007-5
- Kanit, T.; Forest, S.; Galliet, I.; Mounoury, V.; Jeulin, D. (2003), "Determination of the size of the representative volume element for random composites: statistical and numerical approach", International Journal of Solids and Structures, 40 (13–14): 3647–3679, doi:10.1016/s0020-7683(03)00143-4
- Sun, C. T.; Vaidya, R. S. (1996), "Prediction of composite properties from a representative volume element", Composites Science and Technology, 56 (2): 171–179, doi:10.1016/0266-3538(95)00141-7
- Banerjee, Biswajit; Cady, Carl M.; Adams., Daniel O. (2003), "Micromechanics simulations of glass–estane mock polymer bonded explosives.", Modelling and Simulation in Materials Science and Engineering, 11 (4): 457–475, Bibcode:2003MSMSE..11..457B, doi:10.1088/0965-0393/11/4/304
- Banerjee, Biswajit (2005), Effective elastic moduli of polymer bonded explosives from finite element simulations, arXiv:cond-mat/0510367, Bibcode:2005cond.mat.10367B.
- Lydzba, D.; Rozanski, A. (2014), "Microstructure Measures and the Minimum Size of a Representative Volume Element: 2D Numerical Study", Acta Geophysica, 62 (5): 1060–1086, Bibcode:2014AcGeo..62.1060L, doi:10.2478/s11600-014-0226-5
- Sanei, S.; Fertig, R. (2015), "Uncorrelated volume element for stochastic modeling of microstructures based on local fiber volume fraction variation", Composites Science and Technology, 117: 191–198, doi:10.1016/j.compscitech.2015.06.010